# Domek z piernika (powieść)

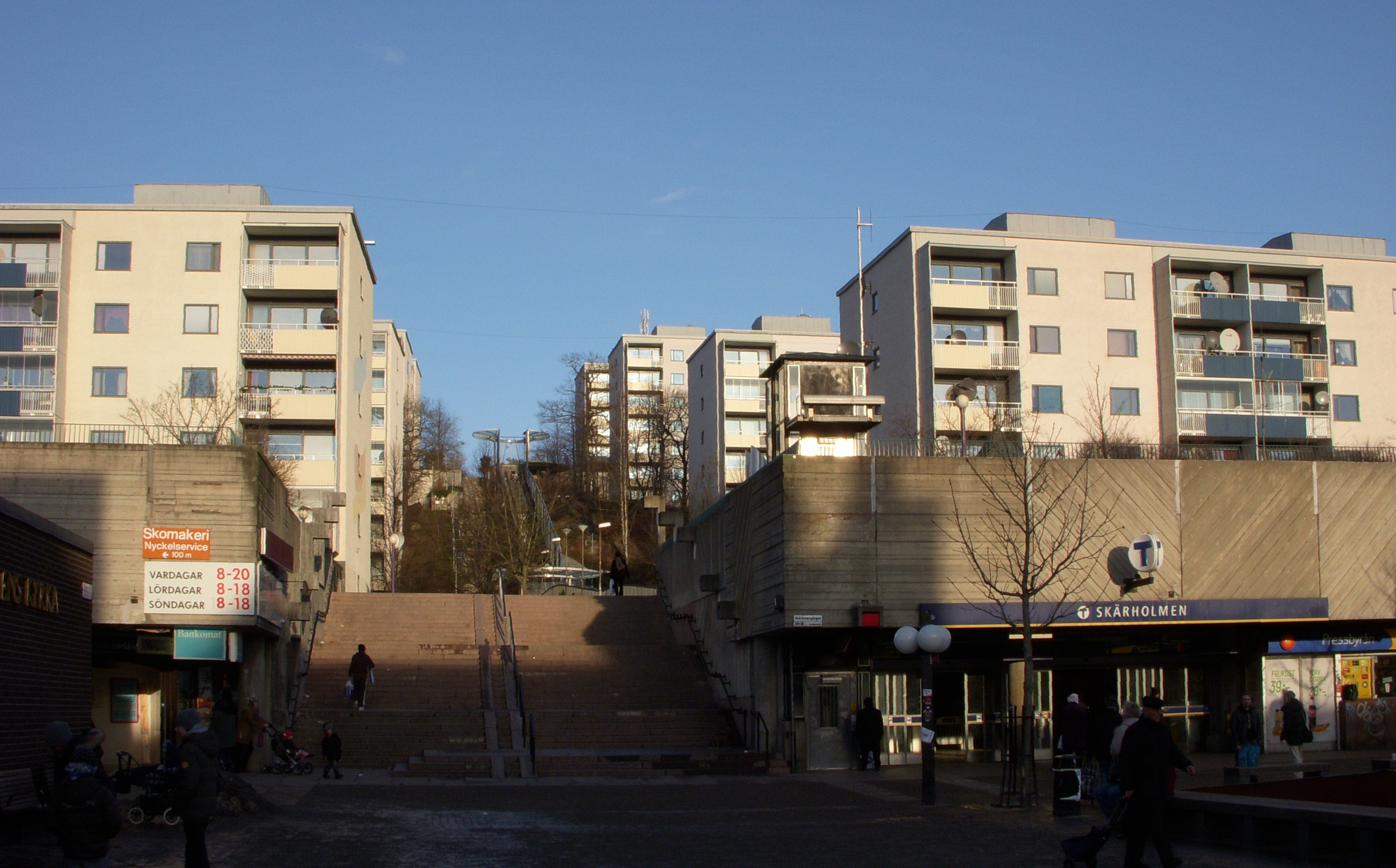
Bloki w Skärholmen. Tu zamordowano Ann-Kristin Videll

Domek z piernika (szw. Pepparkakshuset) – powieść kryminalna szwedzkiej pisarki Carin Gerhardsen z 2008. Polskie wydanie książki ukazało się w 2012.

## Treść
Akcja wiąże się z serią morderstw dokonanych w Szwecji jesienią 2006. Sprawę prowadzi inspektor Conny Sjöberg z posterunku Östgötgatan w Hammarby (Sztokholm, Södermalm). Giną członkowie dawnej przedszkolnej grupy (rocznik 1968/1969) opiekunki Ingrid Olsson z Katrineholmu, kolejno:
- Hans Vannerberg, przedsiębiorca rynku nieruchomości zamieszkały w Enskede[2],
- Ann-Kristin Videll (z domu Andersson), bezrobotna dorabiająca jako prostytutka, zamieszkała w Skärholmen,
- Lise-Lott Nilsson (z domu Johansson) zamieszkała w Katrineholmie,
- Carina Ahonen Gustavsson zamieszkała w posiadłości koło Sigtuny[3].

Sprawa wiąże się z wydarzeniami z przeszłości, kiedy to w grupie Olsson dochodziło do przypadków znęcania się większości dzieci nad niektórymi jednostkami. 
Jednocześnie poruszony jest wątek zgwałcenia jednej z członkiń grupy śledczej - Petry Westman przez lekarza Pedera Fryhka.
Powieść była debiutem kryminalnym Carin Gerhardsen i została przetłumaczona m.in. na język angielski i polski. Jednocześnie to pierwsza część cyklu z inspektorem Connym Sjöbergiem.